# Terry Van Ginderen

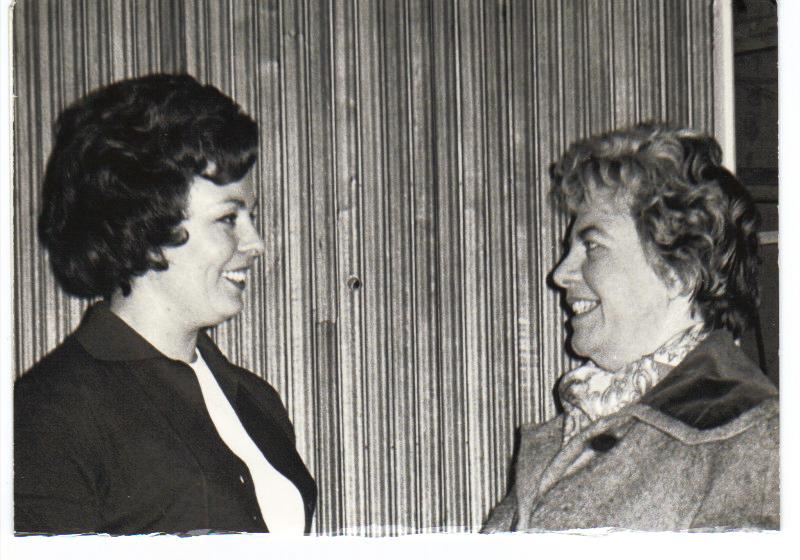
Terry Van Ginderen en Ke Riema in de jaren zestig

Esther (Terry) Van Ginderen-Verbeeck, ook wel bekend als Tante Terry (Hoboken, 8 september 1931 – Bonheiden, 30 januari 2018) was een Vlaamse presentatrice en zakenvrouw.
Door haar huwelijk met voetballer Jos Van Ginderen is ze beter bekend geworden als Terry Van Ginderen.
Vanaf 1954 werkte ze voor de Belgische tv (destijds nog NIR) en was ze samen met Paula Sémer en Nora Steyaert een van de eerste omroepsters. Als Tante Terry presenteerde ze samen met Bob Davidse (Nonkel Bob) het kinderprogramma Kom toch eens kijken en vanaf 1961 gedurende achttien jaar Klein, klein kleutertje. Ze werd daarbij geassisteerd door de eekhoorn Kraakje, ingesproken door Chris Lomme en journaliste Monique Delvaux.
Na haar ontslag in 1979 bij de BRT werd ze zakenvrouw. In de jaren '60 baatte ze een poppenwinkel met groothandel uit aan de Antwerpse Wiegstraat.
Ze werkte van bij de oprichting van VTM in 1989 voor deze zender, opnieuw voor kinderprogramma's, maar eveneens deed ze haar opwachting in verschillende jury's van spelprogramma's. In 1992 werd ze manager van Silvy Melody.
Ter gelegenheid van haar 75e verjaardag in 2006 werd ze op het Antwerpse stadhuis ontvangen.
Ze was tot aan haar overlijden actief als presentatrice van modeshows en actief met optredens voor bejaarden.
In 2025 werd beslist een nog aan te leggen plein in de Antwerpse Seefhoek naar haar te noemen: het Tante Terryplein.

## Discografie
Reeks "Tante Terry vertelt"
Bij platenmaatschappij Arcade Records
- 3 Hans en Grietje
- 4 De wolf en de zeven geitjes
- 5 Klein Duimpje
- 6 Repelsteeltje
- 7 Sneeuwwitje (1968)
- 8 De gelaarsde kat (1968)
- 9 Roodkapje (1968)
- 10 Assepoester (1968)
- 13 Het ventje van Krentekoek
- 14 Het Vergeet-me-nietje (1969))
- 15 De Drie Kleine Zwijntjes (1969)
- 16 Doornroosje (1969)
- 18 De rattenvanger van Hamelen (1971)
- 19 De nieuwe kleren van de keizer (1971)
- 20 Vrouw Holle (1971)
- 21 De Ontvoering van Marinel (1971)
- 25 Het Slimme Varkentje
- 26 Het tinnen soldaatje
- 27 De Bremer Straatmuzikanten

Bij platenmaatschappij International Bestseller Company
- Lappenboontje 97604
- Het lelijke eendje 605
- De Bremer Straatmuzikanten 606
- Alladin en de Wonderlamp 607
- Het Tinnen Soldaatje 608
- Het Slimme Varkentje 609
- Tafeltje-Dek-je 610
- Doornroosje 611
- Sneeuwwitje 612

Reeks De Pili's
- De Pili's 1: De sneeuwman - De oude postbode
- De Pili's 2: De verjaardag van Merlijn - Het weerhuisje
- De Pili's 3: De rose olifant - Het zwembad

Reeks "Zing en Dans met Tante Terry"
- 1 Huimpje Duimpje - Twee Handjes - Kom wat dichter - 1 2 3 4 5 6 7
- 2 Ikkeltje Kramikkeltje - Het A-B-C - Kom mee naar buiten - De Klepperman
- 11 Klein Klein Kleuterke - 'k Zag twee beren - Impompie-Poedenie-Poedenoska - De Koe - Briefje hier, briefje daar

Musti
- Musti 1 (1971) (Musti thuis, Musti op straat)
- Musti 2 (1971) (Musti op zolder, Musti stationschef)
- Musti 3 (1973) (Musti en het circus, Musti in de regen)

LP's
- Tante Terry vertelt, volume 1
- Tante Terry vertelt, volume 2
- Tante Terry vertelt, volume 3
- Tante Terry vertelt, volume 4
- Tante Terry vertelt, volume 5 : Het slimme varkentje - Het Tinnen Soldaatje - Aladdin en de Wonderlamp
- Tante Terry zingt voor alle brave kinderen (liedjes voor Sinterklaas en Kerstmis
- Musti door Tante Terry volume 2 (Stationschef - Thuis - Op straat - Op zolder - In de regen - Het circus) (1974)
- Zing en dans met Tante Terry, Louis Neefs & de Biekens (1974?)
- Zing en dans met Tante Terry 1, met De Karekieten uit Dilsen (1975)
- Zing en dans met Tante Terry 2, met De Meiklokjes (1975)
- Zing en dans met Tante Terry, met De Karekieten uit Dilsen (1975)
- Tante Terry vertelt de Pili's (De Sneeuwman - De Verjaardag van Merlijn - De roze olifant - De oude postbode - Het weerhuisje - Het Zwembad)
- Tante Terry vertelt (Sneeuwwitje - Het vergeet-me-nietje - Roodkapje - De rattenvanger van Hamelen) (1975)
- Tante Terry vertelt (Assepoester - Doornroosje - De drie kleine zwijntjes - Vrouw Holle) (1975)
- Tante Terry vertelt (Hans en Grietje - De Gelaarsde Kat - De wolf en de zeven geitjes - Het ventje en de krentekoek) (1975)
- Tante Terry vertelt (Het lelijke eendje De Bremer straatmuzikanten - Lappenbontje) (1976)
- Tante Terry vertelt (Alladin en de wonderlamp - Het slimme varkentje - Het tinnen soldaatje)
- Tante Terry vertelt (Sneeuwwitje - Tafeltje-dek-je - Doornroosje)
- Tante Terry zingt Sinterklaasliedjes : de 22 mooiste Sinterklaasliedjes!
- Kinderliedjes door Tante Terry
- Onze mooiste sprookjes (dubbel-lp)
- De kleurenventjes : kindermusical (met kinderkoor Carmina uit Ekeren) (1979)

Met Nonkel Bob
- Kinderdeuntjes

- Gemeinsame Normdatei: 1172924570
- International Standard Name Identifier: 0000 0004 6159 3698
- MusicBrainz: 984c9450-960d-4dc8-bb48-dc979eb55733
- Virtual International Authority File: 804152080581407230007
- WorldCat: E39PBJpdQpQmXgH9HkGhG69dQq